# Microhyla mihintalei
Microhyla mihintalei es una especie de anfibio anuro de la familia Microhylidae.

## Distribución geográfica
Esta especie es endémica de Sri Lanka. Habita hasta los 500 m de altitud.

## Descripción
Los machos miden de 21.7 a 27.3 mm.

## Etimología
El nombre de su especie le fue dado en referencia al lugar de su descubrimiento, Mihintale.

## Publicación original
- Wijayathilaka, Garg, Senevirathne, Karunarathna, Biju & Meegaskumbura, 2016 : A new species of Microhyla (Anura: Microhylidae) from Sri Lanka: an integrative taxonomic approach. Zootaxa, n.º 4066(3), p. 331–342.[3]